# Louis E. Brus
Pour les articles homonymes, voir Brus (homonymie).
Louis E. Brus, né le 10 août 1943 à Cleveland dans l'Ohio (États-Unis)) est un scientifique américain, professeur de chimie (SL Mitchell professor) à l'université Columbia à New York. Il est le premier à avoir synthétisé les nanocristaux semi-conducteurs colloïdaux connus sous le nom de boîtes quantiques et à avoir développé le modèle physique qui les décrit,,. 
Il est lauréat du prix Nobel de chimie 2023 aux côtés de Moungi G. Bawendi et Alexeï Iekimov.

## Carrière
En 1969, Brus rejoint le Naval Research Laboratory à Washington en tant que lieutenant de vaisseau (lieutenant USN) dans la division de science du solide et chimie. En 1973, Brus a rejoint les Laboratoires Bell dans le New Jersey, où son travail a conduit à la découverte des boîtes quantiques. En 1996, Brus quitte Bell Labs et rejoignit la faculté du département de chimie de l'université Columbia en tant que professeur de chimie où il travaille toujours,.

## Honneurs
En 2012, Brus a reçu le prix Bower attribué par le Franklin Institute et le prix pour la réalisation scientifique, et a été sélectionné en 2010 pour le prix NAS en sciences chimiques. Il a reçu le prix inaugural Kavli pour les nanosciences en 2008, et a été co-récipiendaire en 2006 du prix RW Wood de l'Optical Society of America. Il a reçu le Distinguished Alumni Award de l'Association of Rice University Alumni en 2010.
Il a été élu à l'Académie nationale des sciences des États-Unis en 2004 et est membre de l'Académie norvégienne des sciences et des lettres. 